# Jacek Wódz
Jacek Wódz (ur. 1945) – polski socjolog, dr hab., profesor zwyczajny Instytutu Socjologii Wydziału Nauk Społecznych Uniwersytetu Śląskiego, Wyższej Szkoły Zarządzania i Nauk Społecznych im. ks. Emila Szramka w Tychach i Katedry Pedagogiki Wydziału Nauk Stosowanych Akademii WSB.

## Życiorys
W latach 1968–1969 odbył studia prawnicze i socjologii na Uniwersytecie Jagiellońskim. Obronił pracę doktorską, następnie uzyskał stopień doktora habilitowanego. 18 września 1986 nadano mu tytuł profesora w zakresie nauk humanistycznych. Objął funkcję profesora zwyczajnego Instytutu Socjologii Wydziału Nauk Społecznych Uniwersytetu Śląskiego, Wyższej Szkoły Zarządzania i Nauk Społecznych im. ks. Emila Szramka w Tychach i Katedry Pedagogiki Wydziału Nauk Stosowanych Akademii WSB.
Piastował stanowisko dyrektora w Międzynarodowej Szkole Nauk Politycznych Uniwersytetu Śląskiego w Katowicach, rektora w Wyższej Szkole Biznesu w Dąbrowie Górniczej i członka Komitetu Socjologii Polskiej Akademii Nauk.